# Vanilla Ninja
Vanilla Ninja ist eine Pop-Rock-Girlgroup aus Estland. Gegründet wurde die Band im Sommer 2002 als Quartett, ehe Mitte 2004 Maarja Kivi die Gruppe verließ und bis Anfang 2006 vorübergehend durch Triinu Kivilaan ersetzt wurde. Seither bestand Vanilla Ninja als Trio. Seit Ende 2009 waren alle Mitglieder Solo aktiv.
Am 18. Dezember 2019 kam es nach zehn Jahren zu einem gemeinsamen Auftritt als Band Vanilla Ninja, bei dem sie fünf Lieder live spielten.
Am 27. November 2020 wurde ihr Comeback bekannt, bei dem auch Kivilaan wieder Mitglied der Band ist. Das Comeback-Album Encore erschien über 15 Jahre nach ihrem letzten Longplayer Love Is War am 8. Oktober 2021 und erreichte Platz 13 der deutschen Charts. Am 25. Februar 2022 wurde der Ausstieg von Kivilaan und Katrin Siska bekannt. Am 4. März wurde die Schwester von Kivilaan, Kerli, als neues Bandmitglied vorgestellt.

## Geschichte

### 2002: Gründung und Namensfindung
Vanilla Ninja wurden im August 2002 als vierköpfige Girlgroup gegründet. Die Originalbesetzung bestand aus Maarja Kivi (Gesang), Lenna Kuurmaa (Gesang), Katrin Siska (Backgroundgesang) und Piret Järvis (Backgroundgesang). Ihr Produzent war der Este Sven Lõhmus. Am 26. Januar 2002 nahm Kivi mit dem Lied A Dream und der Startnummer drei am Eurolaul 2002, der estnischen Vorentscheidung zum Eurovision Song Contest 2002, teil. Der Song wurde von Kärt Tomingas produziert. Raid Liiver verfasste den Text des Liedes. Sie belegte am Ende mit 38 Punkten den siebten Platz. Daraufhin wurde sie von Peep Vedla, der für die Plattenfirma TopTen eine Girlband gründen sollte, als Frontfrau eingesetzt.
Lenna Kuurmaa wurde beim Musikwettbewerb Fizz Superstar 2002, der estnischen Ausgabe von Pop Idol, entdeckt und in die Band aufgenommen. Komplettiert wurde die Gruppe mit Piret Järvis und Katrin Siska.
In Estland wurde 2003 eine Vanilla Ninja Ice Cream produziert, die sich pro Monat über 300.000-mal verkaufte. Das Bild auf der Verpackung bestand aus den damals aktuellen Bandmitgliedern Kuurmaa, Kivi, Järvis und Siska. 2007 wurde das Bild aktualisiert, sodass nur noch Kuurmaa, Järvis und Siska zu sehen waren. Außerdem warben Vanilla Ninja für ein Getränk namens Starter, eine Werbeanzeige fand sich im Booklet ihres Debütalbums. Im Werbespot wurde Club Kung Fu als Hintergrundmusik eingespielt.
Eigentlich wollten sich die vier Gründungsmitglieder nur „Ninja“ nennen. Doch diesen Namen trug bereits ein estnischer DJ. Sven Lõhmus und Piret Järvis suchten weiter nach einem passenden Bandnamen. Es sollte ein Bandname mit zwei Wörtern sein. Zuerst kam Järvis der Gedanke, dass alle Mitglieder blonde Haare trugen. Ausgenommen war hier Kuurmaa. Sie hatte sich ihre Haare gefärbt. So entstand der erste Teil des Bandnamens, „Vanilla“. Wir wussten immer, dass wir blond, süß und freundlich waren, wie eine Vanilleblume, erklärte Järvis nachträglich. Nun musste ein zweiter Teil des Namens her. Wir dachten sofort an "Ninja", weil unsere Musik und unser Charakter dies widerspiegelt. Wir sind hart wie "Ninja-Krieger". Wir kämpfen für alles, was wir besitzen möchten. Also ist unsere Musik rockig. Und deswegen "Vanilla Ninja", so Järvis.

### 2003: Debütalbum und Auftritt beim Eurolaul
Am 8. Februar 2003 nahm die Band mit dem Titel Club Kung Fu am Eurolaul 2003 teil. Zur Unterstützung während des Auftrittes hatten sie zwei Backgroundsänger. Sie hatten die Startnummer acht im Finale und schafften es mit 32 Punkten auf den zehnten und somit letzten Platz. Am 30. Mai 2003 veröffentlichte die Gruppe ihr gleichnamiges Debütalbum, das Platz eins in Estland erreichte. Neben der Originalversion von Club Kung Fu enthält es 14 weitere Popsongs auf Englisch und Estnisch und machte die Band in Estland populär. Das Album konnte sich mehr als 337.000-mal verkaufen und ist somit bislang ihr erfolgreichstes. Zudem wurde zum estnischen Titel Nagu Rockstaar (deutsch: "wie ein Rockstar") ein Musikvideo gedreht, welches nur in Estland veröffentlicht wurde. Eine Single wurde hierbei nicht veröffentlicht. Die ersten Lieder, die für das Album produziert wurden, waren Purunematu und Nagu Rockstaar.

### 2003 bis 2004: Zweites Album, Expansion nach Europa und Bandmitgliederwechsel

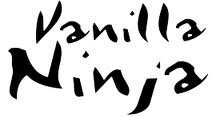
2. Logo von Vanilla Ninja

Nach ihrem Debüt in Estland zogen Vanilla Ninja nach Deutschland; ihre neue Plattenfirma war BROS Music. Die erste von Vanilla Ninja veröffentlichte Single war Tough Enough im November 2003; kurz darauf erschien sie auch in Österreich und der Schweiz. In Deutschland und in Österreich erreichte sie eine Platzierung in den Top-20. Nach dem Erfolg der Debütsingle veröffentlichte ihr vorheriger Produzent Sven Lõhmus den Titel Club Kung Fu am 16. Februar 2004. Diese konnte sich zwei Wochen in den deutschen Singlecharts halten. Anfang 2004 bewarb die Gruppe ein Haarstyle-Produkt, Käufer des Produktes konnten ein Meet & Greet mit der Band gewinnen.
Am 3. März 2004 starteten sie ihre 16 Konzerte umfassende Tough Enough-Tournee, in deren Rahmen sie gemeinsam mit den Popstars-Acts Preluders, Overground und Bro’Sis auftraten. Außerdem war bei einigen Konzerten die Band 3rd Wish dabei. Neben Leipzig, Berlin, Hannover und Ingolstadt traten sie auch in Zürich (Schweiz) und in Wien (Österreich) auf. Die Tournee endete am 27. März 2004.
Am 22. März 2004 veröffentlichte die Gruppe ihre dritte Single Don’t Go Too Fast, die sich auch in Estland in den Charts platzieren konnte.
Am 24. Mai 2004 wurde die Single Liar herausgegeben.
Am 7. Juni 2004 erschien ihr zweites Studioalbum Traces of Sadness. Dieses verkaufte sich mehr als 200.000-mal. Auch dieser Longplayer belegte Platz eins in Estland und hielt sich in Österreich 44 Wochen in den Albumcharts. In Deutschland erreichte die CD Platinstatus, in Österreich wurde sie mit Gold ausgezeichnet.
Maarja Kivi verließ die Gruppe aufgrund ihrer Schwangerschaft im Sommer 2004. Als Ersatz entschied man sich gegen Charlene Rennit und für die Bassistin Triinu Kivilaan.
Mit der nachfolgenden Single When the Indians Cry kam die Band zum ersten Mal in die deutschen Top-10. Der Titel, der im August 2004 als fünfte Single in Europa erschien, war der erste langsame, balladenähnliche Song von Vanilla Ninja. Es war auch der erste Song, in dem die neue Sängerin Triinu Kivilaan auftrat. Er erinnert textlich und musikalisch stark an When the Children Cry der amerikanischen Band White Lion. Als nächste Veröffentlichung folgte die Single Blue Tattoo. Der Song war erstmals als Unplugged-Version auf der Limited-Edition des Albums Traces of Sadness zu hören. Mit dem Lied traten Vanilla Ninja unter anderem bei The Dome auf. 2004 wurden Vanilla Ninja für den Bravo Otto in der Kategorie Band Pop nominiert und belegten den dritten Platz. Sie verloren gegen Overground und Silbermond. Letztere Gruppe gewann die Auszeichnung.

### 2005: Drittes Album und Auftritt beim Eurovision Song Contest
Die Single Collection erschien am 25. Januar 2005 und beinhaltet die fünf Singles Tough Enough, Don’t Go Too Fast, Liar, When the Indians Cry und Blue Tattoo. Es ist ein handsigniertes und limitiertes Boxset der Gruppe.
Nach dem Erfolg von Traces of Sadness unternahm die Band eine dreimonatige Tour durch Asien. Der im März 2005 veröffentlichte Titel I Know schaffte es in Deutschland und Österreich erneut in die Top-20. Zwei Wochen später erschien Blue Tattoo, ihr drittes Album. Es erreichte Platz eins der estnischen Albumcharts und verkaufte sich mehr als 10.000-mal. Es konnte auch im deutschsprachigen Raum Erfolge feiern. Die im Juni 2005 erschienene Single Cool Vibes erreichte Platz 42 der deutschen Charts. Einen Rückschlag erlitt die Band, als bekannt wurde, dass im zugehörigen Video wesentliche Teile als Plagiat aus dem 1994er Video Mindmachine der Gruppe Deine Lakaien unerlaubt übernommen wurden.
Im Mai 2005 vertraten Vanilla Ninja die Schweiz beim Eurovision Song Contest; ihr Manager David Brandes wurde hier geboren. Produziert wurde das Lied von Brandes und Jane Tempest, die bereits alle Songs seit November 2003 der Gruppe produzierten. Geschrieben wurde der Songtext von Bernd Meinunger, der zu dieser Zeit noch als „John O’Flynn“ auftrat. Die Entscheidung für Vanilla Ninja wurde von den Unterhaltungschefs der drei Schweizer Fernsehanstalten für die drei Sprachgebiete (Deutsch, Französisch und Italienisch), SF DRS, TSR und TSI getroffen.
Die Gruppe erreichte im Finale mit dem Song Cool Vibes mit insgesamt 128 Punkten den achten von 24 möglichen Plätzen – das beste Ergebnis für die Schweiz seit 1993.

### 2005: Neues Management und Chartsperre
Nach Recherchen der Sat.1-Akte-Redaktion sollen die Verkäufe der Singles und Alben durch den damaligen Produzenten David Brandes manipuliert worden sein. Daraufhin wurde eine dreimonatige Chartsperre auf die zwei Alben Traces of Sadness und Blue Tattoo von Vanilla Ninja, ihre zwei Singles Blue Tattoo und I Know, sowie auf die Single Run & Hide von Gracia Baur und Virus Incorporation (Heaven Is a Place on Earth) verhängt. Im April 2005 begründete David Brandes in der ZDF-Talkshow Johannes B. Kerner die Hamsterkäufe damit, dass dies im Musikgeschäft eine gängige Praxis sei und er seinen Künstlern einen „klaren Wettbewerbsnachteil verschafft“ hätte, hätte er sich dieser Strategie verweigert.
Im Mai 2005 kündigte die Band an, sich vom Pop-Musik-Genre distanzieren zu wollen, um sich künftig mehr in Richtung eines härteren Pop-Rock zu orientieren. Nach Ablauf der Chartsperre wurde die Limited-Edition des Albums Blue Tattoo veröffentlicht. Darauf befinden sich, neben den schon bekannten Liedern, Unplugged- und Classical-Versionen der Album-Songs sowie vier Musikvideos. Am 16. November 2005 erschien die Platte Silent Emotions in Japan, jedoch waren Vanilla Ninja gegen die Veröffentlichung dieser Kompilation, die nur Unplugged- und Classical-Versionen ihrer zuvor veröffentlichten Studioalben Traces of Sadness und Blue Tattoo enthält. Am 25. November wurde die Single Megamix veröffentlicht. Der Song ist ein Zusammenschnitt aus den Liedern Tough Enough, Don’t Go Too Fast, When the Indians Cry und Blue Tattoo.
Am 2. Dezember 2005 erschien die dazugehörige Kompilation Best Of, die sich in der Schweiz auf Rang 70 platzierte. Sie beinhaltet alle bis dato als Single veröffentlichten Lieder sowie ausgewählte Songs ihrer zuvor veröffentlichten Alben. Dies sind unter anderem Destroyed by You, Corner of My Mind und My Puzzle of Dreams. Letzteres wurde von Kuurmaa und Järvis geschrieben.

### 2006: Neue Besetzung und AlbumLove Is War
Mit dem am 19. Mai 2006 erschienenen Album Love Is War meldeten sich Vanilla Ninja als Trio zurück, da Triinu Kivilaan die Band auf Grund von Soloprojekten verlassen hatte. Die CD belegte Platz eins in Estland. Zur Promotion wurde ein Werbespot produziert. Auf der für den japanischen Markt veröffentlichten Version des Albums sind zusätzlich zu den 12 Liedern noch die zwei Titel My Name und Love Is Just a War zu hören.
Am 21. April 2006 wurde die Single Dangerzone ausgekoppelt. Am 8. September 2006 wurde der Titel Rockstarz als Single herausgegeben. Rockstarz konnte sich eine Woche in den deutschen Singlecharts platzieren.
Im selben Jahr spielte Vanilla Ninja als Vorgruppe bei der I’m Not Dead-Tour der Sängerin Pink. 2006 warb die Band außerdem für ein Mineralwasser. Kuurmaa warb für Inlineskater, für die auch ein Werbespot produziert wurde.

### 2007 bis 2008: Birds of Peace und Crashing Through the Doors

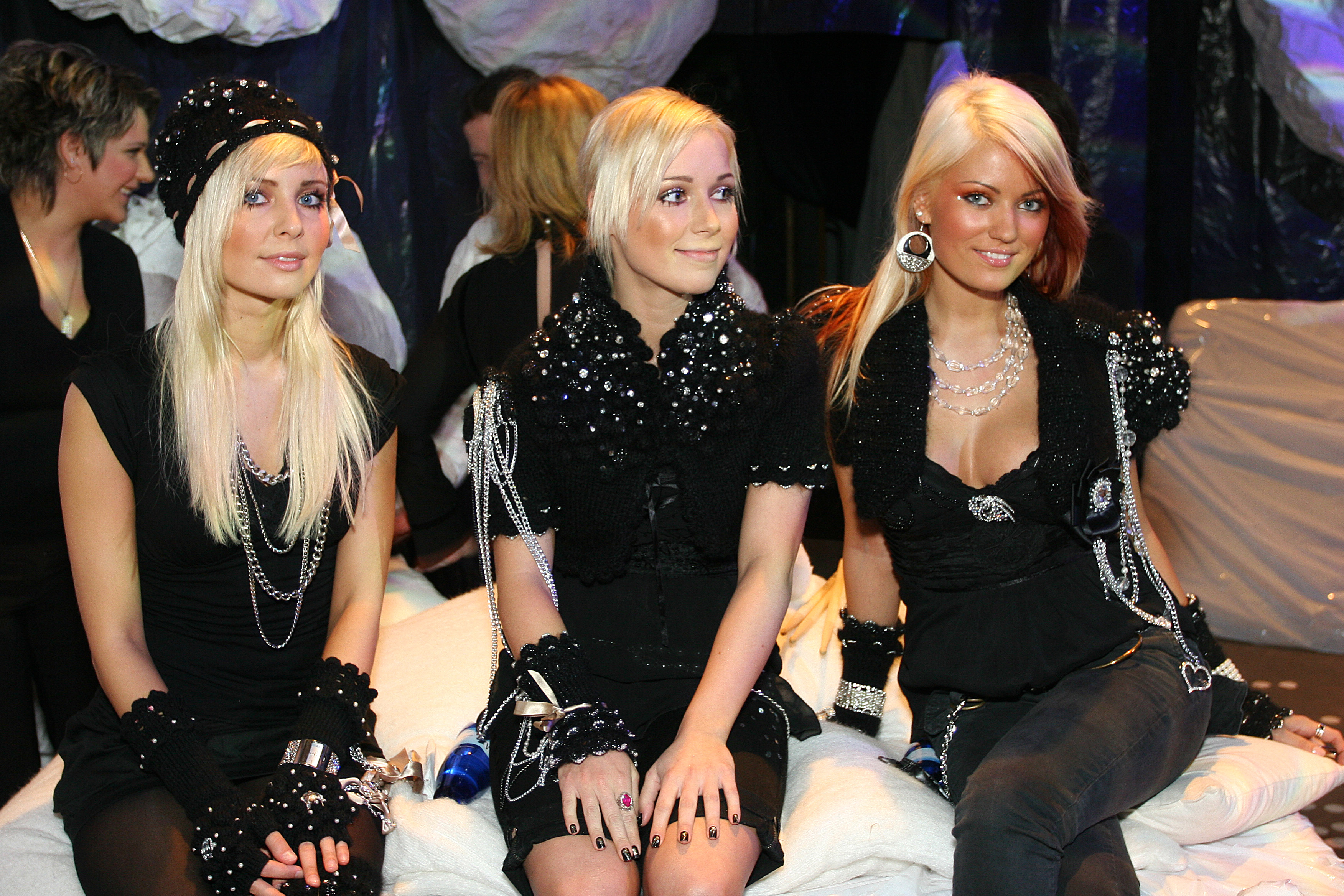
Vanilla Ninja beim Eesti Laul 2007

Die Band versuchte beim Eurolaul 2007 am 3. Februar 2007 mit dem Titel Birds of Peace, welches sie in der estnischen Version sangen, einen dritten Anlauf zur Teilnahme am Eurovision Song Contest 2007. Sie belegten mit insgesamt 7552 Punkten den vierten Platz. Vanilla Ninja hatten mit ihrem Auftritt über 3000 Punkte mehr als die fünftplatzierten Soul Militia.
Geprägt wurde das Jahr 2007 vom Rechtsstreit mit ihrem Produzenten David Brandes, der die Rechte an der Bezeichnung „Vanilla Ninja“ beanspruchte. Im Dezember 2007 entschied ein Urteil zu Gunsten der Band, die seitdem auch wieder international auftreten und CDs veröffentlichen dürfen. Außerdem traten Kuurmaa und Järvis mit Club Kung Fu beim Eesti Otsib Lemmik Laulu, einem musikalischen Wettbewerb in Estland, auf. Hierbei übernahm Kuurmaa den Leadgesang. Järvis sang im Background.
Im Februar 2008 trat die Gruppe mit dem Titel Birds of Peace beim Internationalen Songfestival in Viña del Mar in Chile auf und gewann die Silberne Möwe für „Best Performer/Artist“. Im Jahre 2008 erschien die Single Crashing Through the Doors, die nur während der Estland-Tour 2008 zu kaufen war. Die deutschen Fans konnten sich die Single nur in einem estnischen Onlineshop bestellen. Auf der CD befindet sich eine neue „Country Version“ ihrer bereits 2004 veröffentlichten Single Club Kung Fu. Produziert wurde dieser Titel von Per Gessle, dem Mitglied der Gruppe Roxette. Kuurmaa und Järvis schrieben den Songtext. Bei Crashing Through the Doors handelt es sich nicht um einen neuen Song, sondern um eine englischsprachige Version des bereits 2003 von Per Gessle veröffentlichten Titels Spegelboll. 2008 warb Kuurmaa für eine HIV-Kampagne mit dem Titel Minu inimesed („My People“).
Die Band hatte in Estland ein eigenes Label gegründet, welches sich Vanilla Ninja Records OÜ nannte. Aus diesem Unternehmen wurden sowohl Birds of Peace als auch Crashing Through the Doors veröffentlicht. Im Juni 2008 startete die Restart-Tour mit anderen estnischen Musikern in Tallinn und Tartu. Im Dezember 2008 wurden Vanilla Ninja in der VIVA-Sendung Die 100 schönsten Stars aller Zeiten auf Platz 12 gewählt. Am 9. Dezember 2008 gaben sie ein Konzert in Moskau. Ende 2008 warb Kuurmaa für KIA Motors Estonia.

### 2009 bis 2012: Tourneen und Soloprojekte
Vanilla Ninja gaben 2009 eine Rock Diva-Tour durch Lateinamerika, die fünf Konzerte umfasste. Stationen waren Mexiko-Stadt (Mexiko), São Paulo (Brasilien), Lima (Peru), Buenos Aires (Argentinien) und Santiago de Chile (Chile).
Im Jahr 2009 kam es zu einem Duett mit dem estnischen Rapper B.D.Ö.. Entstanden ist das Lied Operation B, das er mit Kuurmaa und Järvis sang. Gechartet ist das Lied nicht, da es nur als B-Seite von B.D.Ö.s Single Eile nägin ma Eestimaad veröffentlicht wurde.
Nach der Rock Diva-Tour begannen alle Mitglieder der Gruppe ihre Soloprojekte. Lenna Kuurmaa trat beim Eesti Laul 2010 auf. Sie belegte mit dem Titel Rapunzel den zweiten von zehn möglichen Plätzen. Im selben Jahr veröffentlichte sie als einziges aktuelles Bandmitglied ihr Soloalbum, das sie Lenna betitelte. 2011 moderierte sie zusammen mit Bandkollegin Järvis die Vorentscheidungsshows zum Eurovision Song Contest 2011 am 26. Februar in Estland.
Piret Järvis arbeitete für den estnischen MTV und nahm ebenfalls wie Kuurmaa beim estnischen Vorentscheid teil. Mit Sander Loite, Paul Oja und Kallervo Karu trat Järvis als Disko 4000 und mit dem Titel Ei Usu an. Sie belegten den siebten Platz. Zudem hat sie am 14. Mai 2011 die Punkte aus Estland für den Eurovision Song Contest 2011 in Deutschland weitergegeben.
Katrin Siska engagiert sich seit August 2009 politisch für ihre Heimatstadt Tallinn in der Partei Keskerakond. 2011 war Hector Faune der neue Manager von Vanilla Ninja.
Kuurmaa ist, wie auch schon 2010, beim estnischen Vorentscheid für den Eurovision Song Contest 2012 angetreten. Ihr Lied hieß Mina jään und wurde von ihr und Mihkel Raud geschrieben. Dessen erster Auftritt fand am 30. Dezember 2011 in Estland statt. Mina jään erreichte Platz eins in Estland. Kuurmaa schaffte es ins Finale des estnischen Vorentscheides, das am 3. März 2012 stattfand. Sie erreichte den zweiten Platz hinter Ott Lepland. Der estnische Vorentscheid zum Eurovision Song Contest 2012, Eesti Laul, wurde wieder von Järvis moderiert.
Ein von Kuurmaa in einem estnischen Interview angekündigter Auftritt der Band für Ende Juli 2012 zur Feier des 10-jährigen Bandbestehens wurde am 7. Juli 2012 wieder abgesagt, weil man sich mit den Organisatoren nicht einigen konnte.

### 2021: Comeback mitEncore
Am 18. Dezember 2019 fand ein Charity-Event in der Saku Suurhall in Tallinn statt, bei dem Kuurma, Siska und Järvis-Milder fünf Songs live spielten.
Am 27. November 2020 wurde die Rückkehr von Triinu Kivilaan in die Band bekannt und ein neues Studioalbum für 2021 angekündigt. Im Ankündigungsvideo wurden die zwei neuen Songs The Reason Is You und It Ainʼt You angeschnitten. Produzent ist erstmals seit 2005 wieder David Brandes.
Am 19. Mai 2021 wurde die Comebacksingle Gotta Get It Right für den 18. Juni nebst Musikvideo angekündigt. Dieses feierte auf Youtube Premiere. Beworben wurde das Lied in Trailern unter anderem während der Werbeblöcke auf RTL Zwei.
Am 11. Juni wurde der Albumtitel Encore und die Titelliste bekannt gegeben, veröffentlicht wurde das Album am 8. Oktober digital, als Vinyl und als CD, wobei es eine Standard-CD und ein limitiertes Fanbuch mit Bonus-Tracks gibt.
Am 16. Juli 2021 wurde die nächste Single veröffentlicht, No Regrets. Das Musikvideo dazu wurde in Berlin gedreht und feierte auf Youtube seine Premiere. Es zählt dort mehr als eine Million Aufrufe.
Am 20. August folgte die dritte Single, The Reason Is You. Das Video zum Song ist das erste seit Nagu Rockstaar von 2002, das in Estland gedreht wurde.
Am 17. September wurde die vierte Single Incredible angekündigt. Außerdem hatten Vanilla Ninja ihren ersten Auftritt im estnischen Fernsehen, bei dem sie ein Medley aus Tough Enough, Cool Vibes und The Reason Is You sangen.
Am 22. Oktober wurde das Musikvideo zu Driving Through the Night veröffentlicht. Ende November 2021 gaben Kuurmaa und Järvis-Milder auf Instagram bekannt, das bereits am nächsten Studioalbum gearbeitet wird, das 2022 veröffentlicht werden soll. Am 3. Dezember wurde das Musikvideo zu Waterfalls veröffentlicht.

### 2022: Umbesetzungen und erstes Konzert nach 13 Jahren
Am 25. Februar 2022 wurde in einem Statement der Band der Ausstieg von Triinu Kivilaan und Katrin Siska offiziell bekannt gemacht. Das neue Bandmitglied wurde am 4. März im Musikvideo zum Lied Encore ʼ22 vorgestellt. Es handelt sich um die Schwester von Kivilaan, Kerli Kivilaan.
Am 2. September 2022 gaben Vanilla Ninja ihr erstes Konzert seit 2009 in Tallinn. Während der 13 gespielten Songs kam Triinu Kivilaan bei No Regrets als Überraschungsgast mit auf die Bühne.
Danach wurde es ruhiger um die Band und die Mitglieder konzentrierten sich auf Soloprojekte. Außerdem wurde die Homepage abgeschaltet. 

### 2024:Sting of a Scorpion
Am 5. Juni 2024 wurde nach zwei Jahren Pause die neue Single Sting of a Scorpion für den 19. Juli angekündigt.
Ihren ersten Auftritt im deutschen Fernsehen hatten Vanilla Ninja nach 18 Jahren im ZDF-Fernsehgarten, bei dem sie zuletzt 2006 live mit Dangerzone zu sehen waren.
Am 30. Juli 2025 traten Vanilla Ninja nach 2006 wieder beim Õllesummer-Festival auf.

## Diskografie
Studioalben

| Jahr | Titel Musiklabel                | Höchstplatzierung, Gesamtwochen, AuszeichnungChartplatzierungen (Jahr, Titel, Musiklabel, Platzierungen, Wochen, Auszeichnungen, Anmerkungen) | Höchstplatzierung, Gesamtwochen, AuszeichnungChartplatzierungen (Jahr, Titel, Musiklabel, Platzierungen, Wochen, Auszeichnungen, Anmerkungen) | Höchstplatzierung, Gesamtwochen, AuszeichnungChartplatzierungen (Jahr, Titel, Musiklabel, Platzierungen, Wochen, Auszeichnungen, Anmerkungen) | Anmerkungen                                            |
| Jahr | Titel Musiklabel                | DE | AT | CH | Anmerkungen                                            |
| ---- | ------------------------------- | --- | --- | --- | ------------------------------------------------------ |
| 2003 | Vanilla Ninja TopTen            | — | — | — | Erstveröffentlichung: Mai 2003 Verkäufe: + 337.000     |
| 2004 | Traces of Sadness BROS Music    | DE3 Gold · (41 Wo.)DE | AT4 Gold · (33 Wo.)AT | CH14 (44 Wo.)CH | Erstveröffentlichung: 7. Juni 2004 Verkäufe: + 115.000 |
| 2005 | Blue Tattoo BROS Music          | DE4 (8 Wo.)DE | AT7 (12 Wo.)AT | CH4 (24 Wo.)CH | Erstveröffentlichung: 14. März 2005 Verkäufe: + 10.000 |
| 2006 | Love Is War EMI/Capitol Records | DE16 (5 Wo.)DE | AT29 (3 Wo.)AT | CH14 (9 Wo.)CH | Erstveröffentlichung: 19. Mai 2006                     |
| 2021 | Encore BROS Music               | DE13 (1 Wo.)DE | AT44 (1 Wo.)AT | CH31 (2 Wo.)CH | Erstveröffentlichung: 8. Oktober 2021                  |

## Teilnahmen am Eesti Laul und dem Eurovision Song Contest im Überblick
Die nachfolgende Tabelle ist eine Übersicht über alle bisherigen Teilnahmen von Vanilla Ninja und deren Bandmitgliedern beim estnischen Vorentscheid und beim Eurovision Song Contest. Insgesamt zwölf Teilnahmen gab es von 2002 bis 2017.
| #  | Jahr | Künstler                                            | Beitrag                         | Sendung                      |
| -- | ---- | --------------------------------------------------- | ------------------------------- | ---------------------------- |
| 1  | 2002 | Maarja                                              | A Dream                         | Eurolaul 2002                |
| 2  | 2003 | Vanilla Ninja (Kuurmaa, Järvis, Siska und Kivi)     | Club Kung Fu                    | Eurolaul 2003                |
| 3  | 2005 | Vanilla Ninja (Kuurmaa, Järvis, Siska und Kivilaan) | Cool Vibes                      | Eurovision Song Contest 2005 |
| 4  | 2007 | Vanilla Ninja (Kuurmaa, Järvis und Siska)           | Birds of Peace                  | Eurolaul 2007                |
| 5  | 2010 | Lenna                                               | Rapunzel                        | Eesti Laul 2010              |
| 6  | 2010 | Disko 4000                                          | Ei Usu                          | Eesti Laul 2010              |
| 7  | 2011 | Lenna Kuurmaa und Piret Järvis                      | Moderation des Eesti Lauls 2011 | Eesti Laul 2011              |
| 8  | 2011 | Piret Järvis                                        | estnische Punkteankündigerin    | Eurovision Song Contest 2011 |
| 9  | 2012 | Piret Järvis                                        | Moderation des Eesti Lauls 2012 | Eesti Laul 2012              |
| 10 | 2012 | Lenna                                               | Mina jään                       | Eesti Laul 2012              |
| 11 | 2014 | Lenna                                               | Supernoova                      | Eesti Laul 2014              |
| 12 | 2017 | Lenna                                               | Slingshot                       | Eesti Laul 2017              |